# منتخب إندونيسيا للكورفبال
منتخب إندونيسيا للكورفبال هو ممثل إندونيسيا الرسمي في المنافسات الدولية في كرة السلة الهولندية
.